# القبة الفلكية (عمان)
القبة الفلكية؛ هي أول قبة فلكية في سلطنة عمان، وتوجد في شارع سيح المالح (ميناء الفحل) في القرم بمحافظة مسقط، حيث يتعرف الزائرون لها على الفضاء والمكنونات الفلكية بأسلوب تفاعلي يتيح لهم فرصة توسيع مداركهم وصقل اهتمامهم بالعلوم الحديثة من خلال مشاهد بانوراميه للفضاء والاف النجوم والمجرات وعناصر النظام الشمسي ، فضلا عن العروض الليزرية الممتعة.

## المبنى
يستوعب المبنى 60 زائراً تحت قبته البالغ قطرها أحد عشر متراً، ويمنحهم تجربة أشبه بالخيال من خلال العروض المشوقة عن علم الفلك والفضاء والفيزياء الفلكية وعلوم الأرض، باستخدام أحدث التقنيات الرقمية والبرمجيات التصويرية.
ويجتمع تحت سماء القبة الفلكية خمسة أجهزة عرض بالليزر، ونظام إضاءة متطور بتقنية "أل.إي.دي"، وأحدث تقنيات الأنظمة الصوتية، تعمل سوية لترسم حول الزائر لوحة بانورامية مذهلة للفضاء بآلاف مؤلفة من النجوم والمجرات والمذنبات.

## أنشطتها
تنظم القبة الفلكية سنويًا مئات العروض التعليمية في مجال الفلك ومنها:

- رصد النجوم: تنظّم القبة الفلكية أمسيات للجمهور بغرض تعريف الجمهور بجمال الكون ونجومه. وتتضمن هذه الأمسيات استخدام المناظير والخرائط النجمية.
- البرنامج الفلكي الخاص (يونيفيو): يعرض البرنامج قبة فلكية كلاسيكية كاملة تضم آلاف الكواكب والنجوم والأبراج النجمية والمجرات والمذنبات. ويهدف - من خلال برمجيات التصوير والمحاكاة - إلى التثقيف بعلم الفلك والفيزياء الفلكية وعلوم الأرض.
- عروض الليزر التي تستخدم تشكيلة واسعة من الرسومات والصور الممزوجة بالمؤثرات الصوتية.[3]

## القبة الفلكية المتنقلة
```
تعد القبة الفلكية المتنقلة أداة مهمة وفاعلة لتقديم العروض التثقيفية والترفيهية في مجال الفلك، ومنذ تدشينها طافت أنحاء مختلفة من 
سلطنة عمان
 لتعزيز الوعي والثقافة بعجائب الكون وأهمية 
علم الفلك
.
```

## وصلات خارجية
- الموقع الرسمي